# 棚尾町
棚尾町（たなおちょう）は、かつて愛知県碧海郡にあった町。
現在の碧南市の南東部（源氏神明町、若宮町、弥生町、志貴町、源氏町、汐田町、春日町、栗山町、幸町、善明町、棚尾本町）に該当する（詳しくは碧南市の地名#旧棚尾町を参照）。

## 地名の由来
棚尾の地名は、「平坦で棚のような台地の、尾のような先端」に由来するとされる。棚尾という地名の初出は、「蔭涼軒日録」1487年（長享元年）11月8日の条にある「就当院末寺大浜多那和之興聖寺看坊職事」であり、当時は大浜村の一部であったとみられる。

## 歴史

### 近世
1625年（寛永2年）頃、碧海郡大浜村より分立して棚尾村となった。江戸時代末期、棚尾村は沼津藩領、寺社領などであった。村は南北に細長い形をしており、南（本郷）・中（東浦・中山）・北（西山・東山）の三つの組に分かれていた。1876年（明治9年）に中組のうち東浦を平七村への編入により失うと、北組の西山・東山は飛地となり、1883年（明治16年）に分離して北棚尾村となる。中山から幡豆郡中畑村（現西尾市）への渡しは、百々渡（どうどのわたし）と呼ばれた。初代の棚尾橋は1890年（明治23年）に完成した。

### 近代以後
- 1876年（明治9年） - 棚尾村中組のうち東浦が平七村に編入される。
- 1883年（明治16年）5月8日 - 棚尾村北組の東山・西山[4]が分立し、北棚尾村となる。
- 1889年（明治22年）10月1日 - 町村制施行によって碧海郡棚尾村が発足。
- 1924年（大正13年）1月1日 - 棚尾村が町制施行して棚尾町が発足。
- 1948年（昭和23年）4月5日 - 大浜町、新川町、旭村と合併して碧南市が発足。同日棚尾町は廃止。

## 経済
棚尾町は酒造業が盛んだった。
- 永井酒造場 - 慶應2年（1866年）創業[5]。店舗は永井治郎平商店。銘柄は「昇勢」「相生盛」など。
- 鶴亀酒造 - 1880年（明治13年）創業[5]。1996年（平成8年）廃業[5]。旧称は斎藤酒造。銘柄は「鶴亀」など。
- 相生酒造 - 1872年（明治5年）創業[5]。銘柄は「相生盛」など。
- 丸玉 長田醸造場 - 1909年（明治42年）創業[5]。1978年（昭和53年）廃業[5]。銘柄は「自慢長」など。
- 笹娘酒造 - 1908年（明治41年）創業[5]。廃業。銘柄は「笹娘」など。

## 教育

### 小学校
- 棚尾町立棚尾小学校

### 中学校
- 棚尾町立棚尾中学校[6]

## 交通
- 名古屋鉄道三河線
  - 棚尾駅[7]

## 名所・旧跡

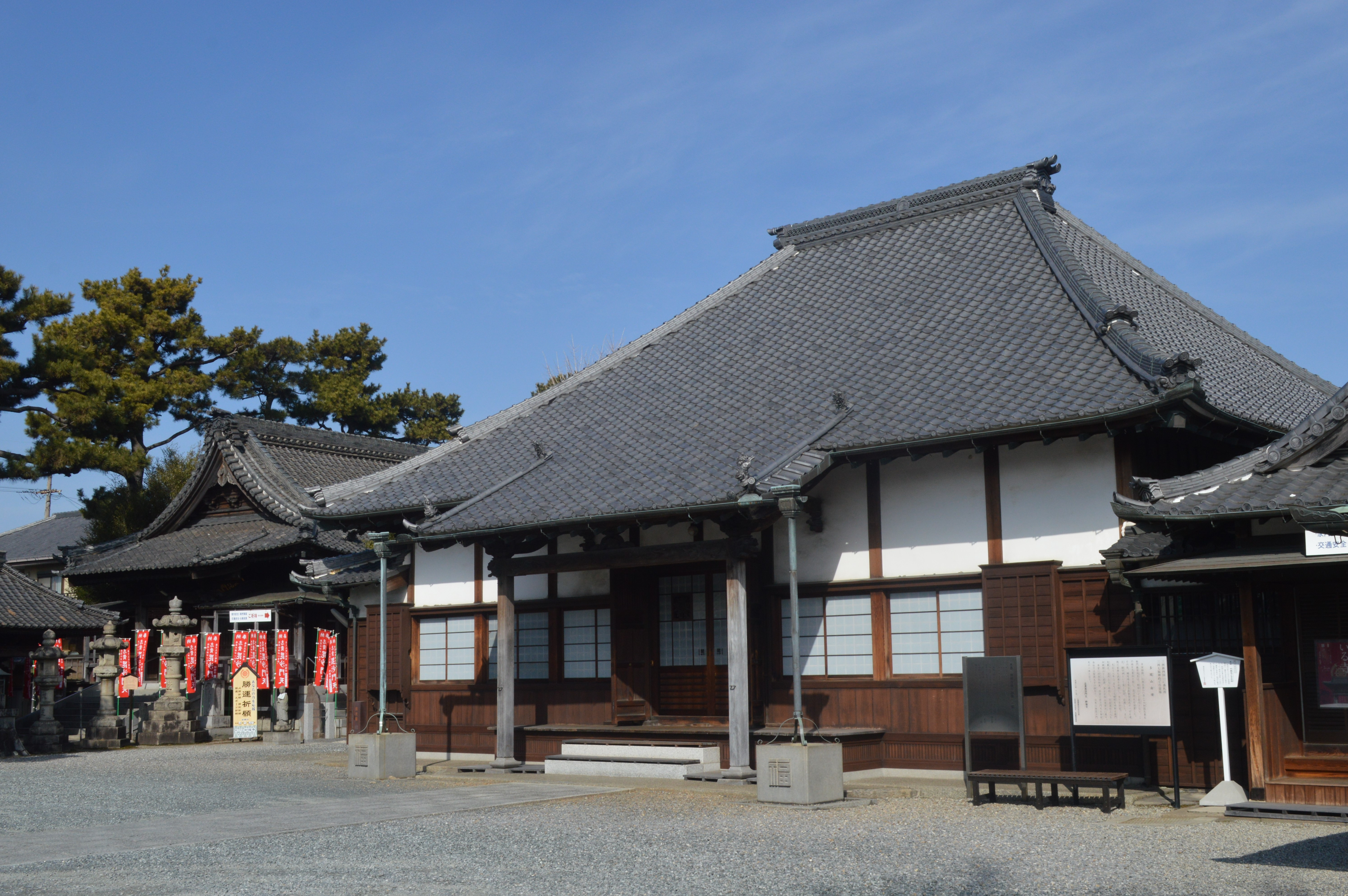
妙福寺（志貴毘沙門天）

- 妙福寺 - 浄土宗西山深草派の寺院。仁寿2年（852年）創建。「棚尾の毘沙門さん」や「志貴毘沙門天」と呼ばれる。
- 安専寺 - 真宗大谷派の寺院。長和5年（1016年）創建。
- 光輪寺 - 真宗大谷派の寺院。
- 八柱神社 - 仁寿3年（853年）創建。棚尾町の氏神。
- 棚尾神社 - 護国神社。八柱神社の境外社。
- 三栄座 - 1897年（明治30年）に八柱神社の裏手に開館。八柱神社近辺には造り酒屋の旦那衆に支えられて花街が形成されており、三栄座の開館によってこの花街も発展した[8]。

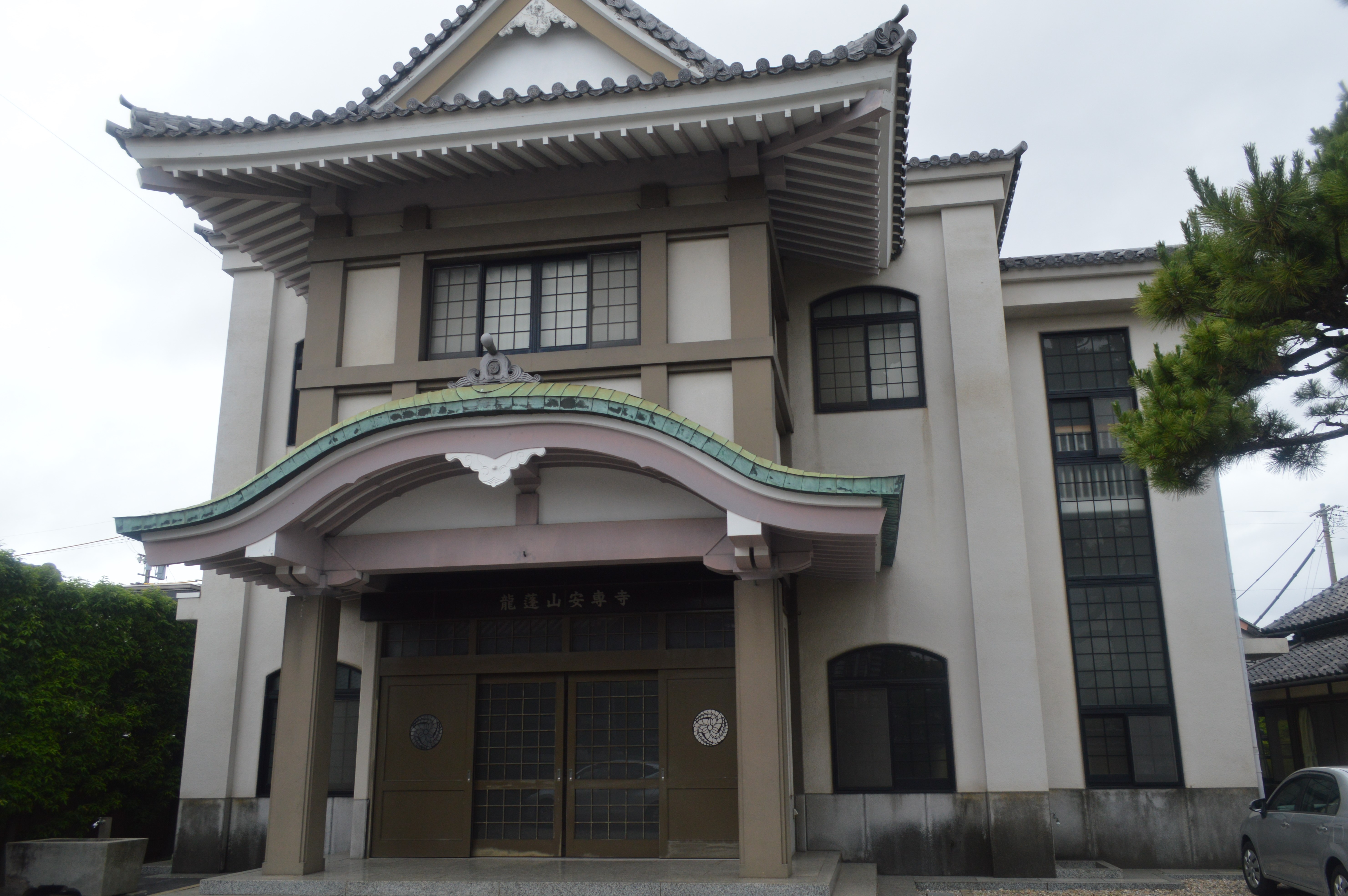
安専寺
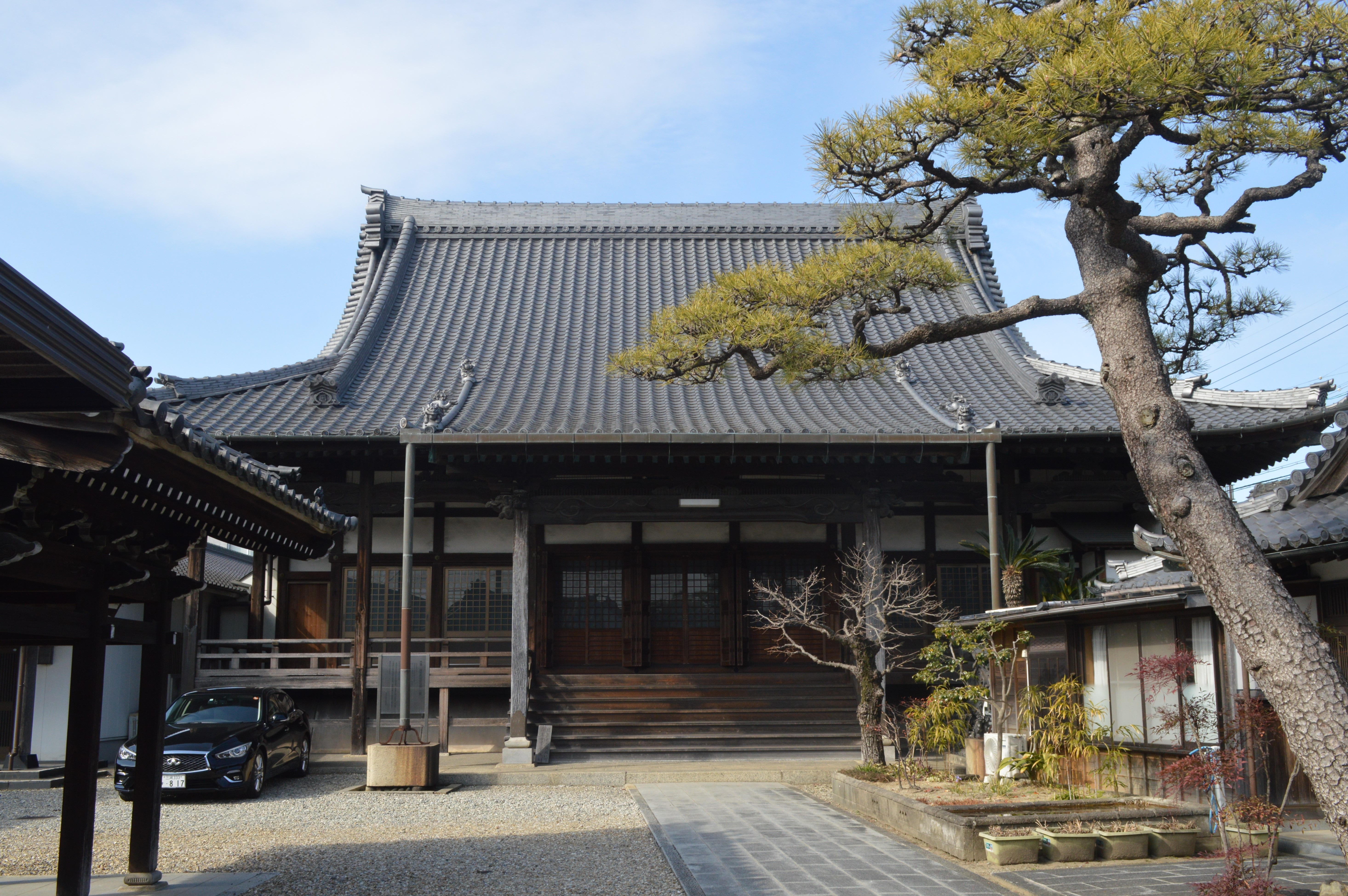
光輪寺
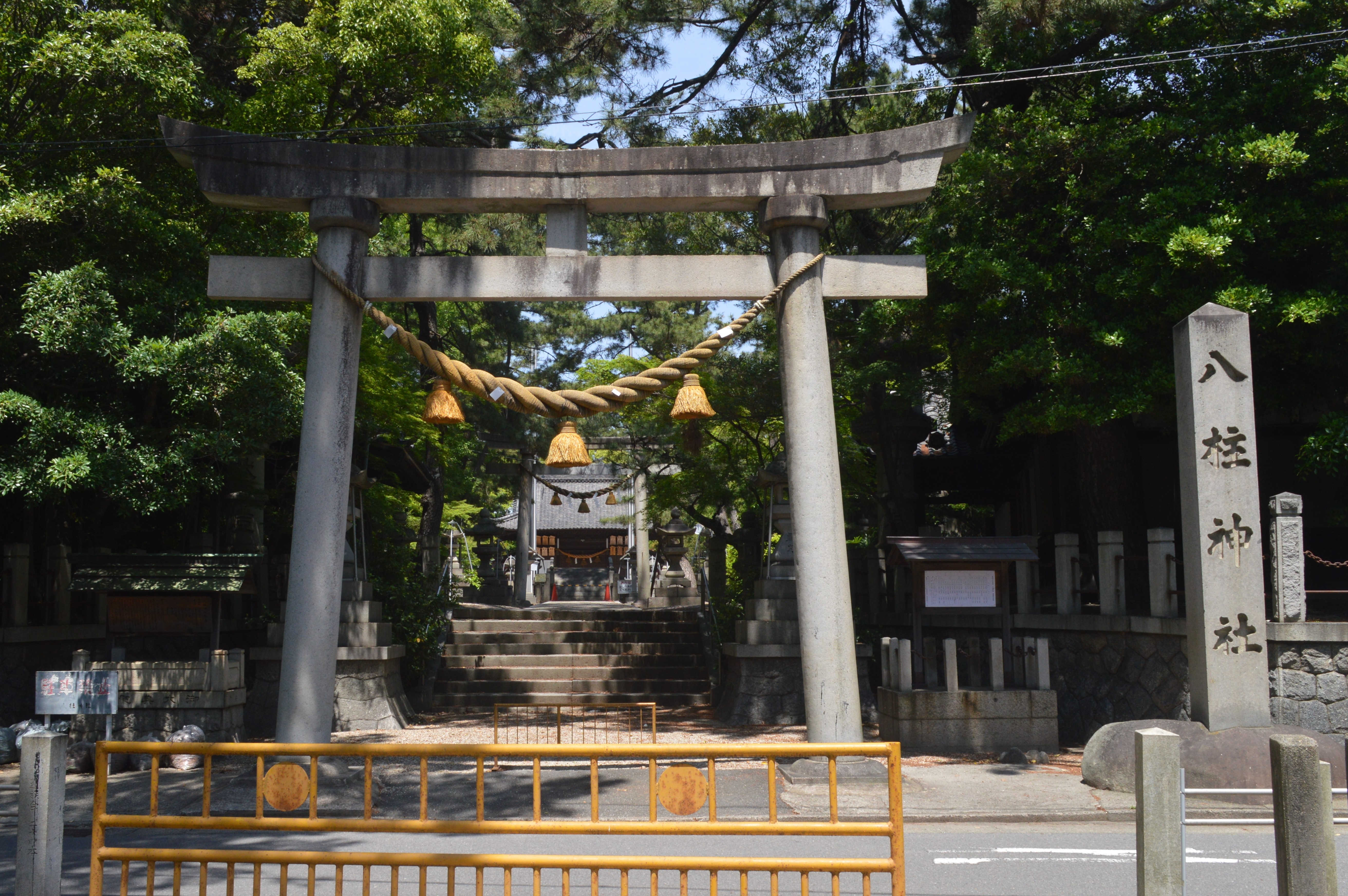
八柱神社
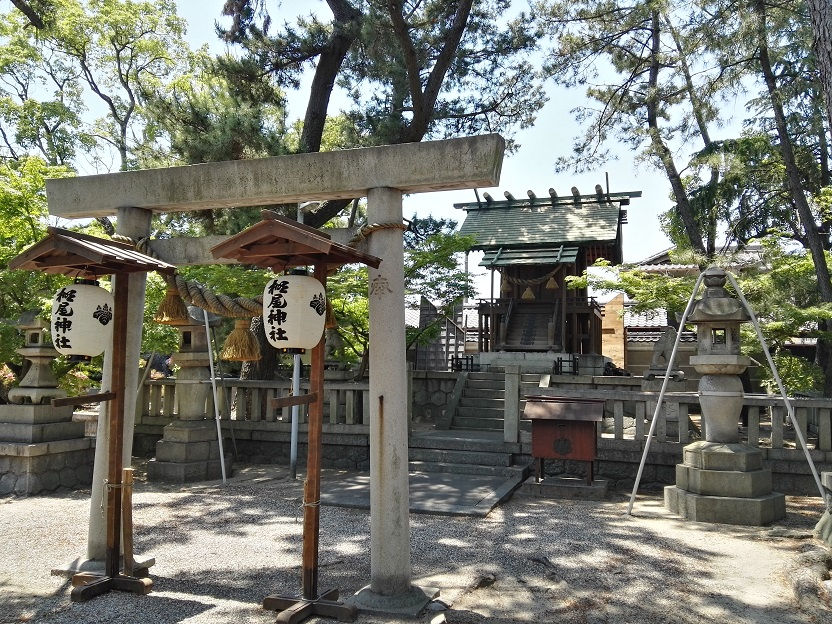
棚尾神社

## 出身者

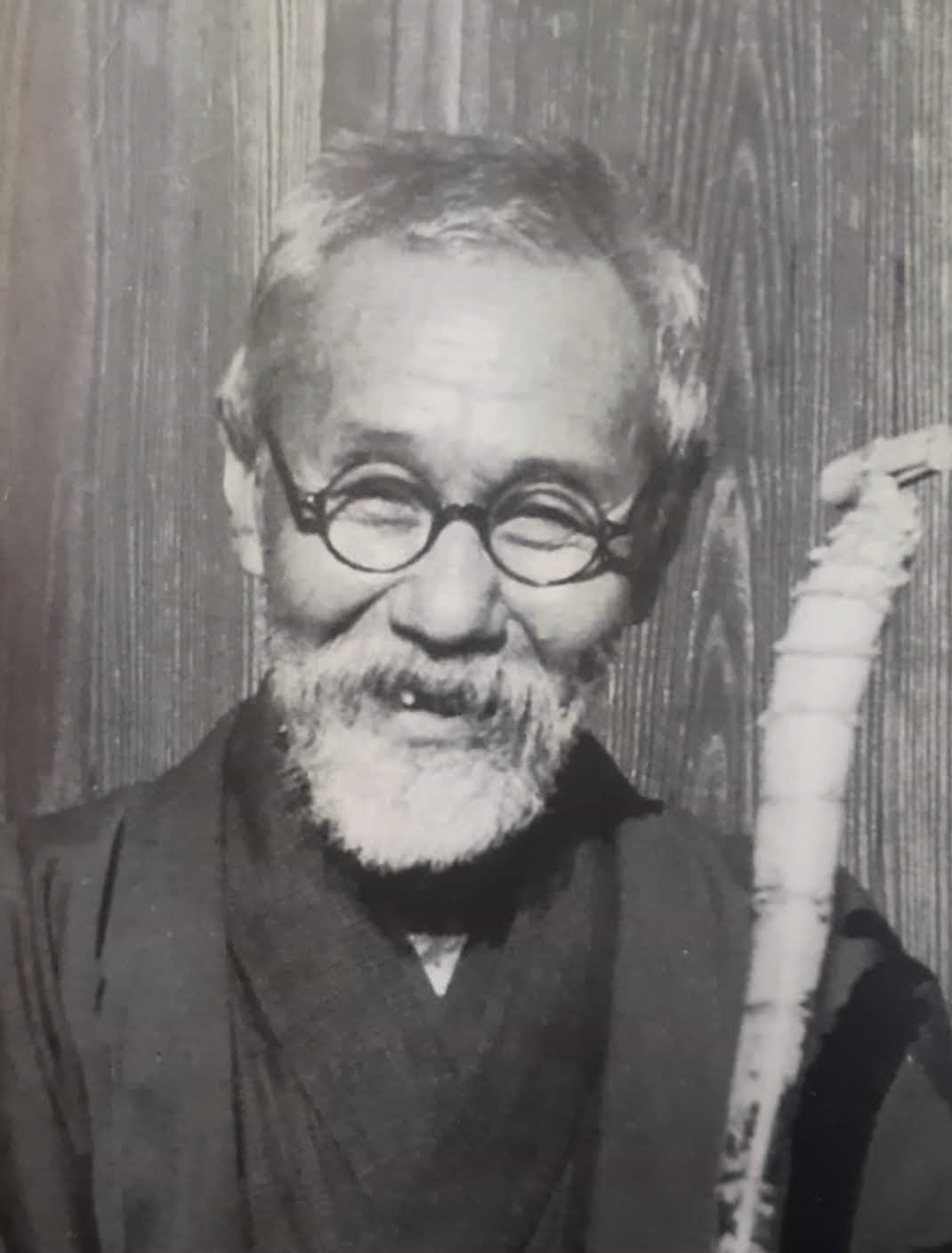
藤井達吉

- 2代目永坂杢兵衛 - 三州瓦の職人。鬼瓦の興隆に貢献。
- 山中信天翁 - 幕末維新期の文人。1822年（文政5年）碧海郡棚尾村東浦（のち碧海郡旭村）生まれ。1885年（明治18年）死去。
- 服部長七 - 人造石工法を発明した土木技術者。1840年（天保11年）碧海郡棚尾村西山（のち碧海郡新川町）生まれ。
- 5代目永坂杢兵衛 - 瓦職人。棚尾村長。
- 6代目永坂杢兵衛 - 瓦職人。棚尾村会議員、棚尾町会議員。
- 7代目永坂杢兵衛 - 	瓦職人。碧南市議会議員。
- 安藤円秀 - 国文学者。東京帝国大学助教授。安専寺住職。
- 藤井達吉 - 近代工芸を革新した芸術家。1881年（明治14年）碧海郡棚尾村源氏生まれ。